# هانس ماگنوس انتسنبرگر
هانس ماگنوس انتسنبرگر (به آلمانی: Hans Magnus Enzensberger؛ زادهٔ ۱۱ نوامبر ۱۹۲۹ - درگذشتهٔ ٢۴ نوامبر ٢٠٢٢) شاعر، نویسنده، مترجم و خبرنگار اهل آلمان بود.

## زندگی‌نامه
هانس ماگنوس انتسنزبرگر، روز یازدهم نوامبر سال ۱۹۲۹، در منطقه «آلگوی» در ایالت باواریا زاده شد. انتسنزبرگر زمانی یکی از چپ‌ترین چهره‌های روشنفکری آلمان محسوب می‌شد و هنوز هم در هر زمینه‌ای خوانندگان و مخاطبان خود را غافلگیر می‌کند. سال‌ها در سفر و نوعی آوارگی زیست. یکی از این سفرها، به کوبا بود. بسیاری او را، از جمله به همین دلیل و به خاطر اظهارنظرهای تند و صریح او در نقد جوامع سرمایه‌داری، کمونیست خوانده‌اند، در صورتی که انتسنزبرگر هیچگاه تفکری ایدئولوژیک نداشته‌است.
او در هر عرصهٔ قابل تصور ادبی از شعر گرفته تا رساله‌نویسی، از نمایشنامه‌نویسی گرفته تا رمان و انتشار و بنیانگذاری نشریه‌های فرهنگی فعال بوده، و حتی مدت‌ها به کارهای رادیویی و ویراستاری پرداخته و هم اینک نیز در عرصه کشف کلاسیک‌ها و کلاسیکهای مدرن آلمان، در انتشارات «آیشبورن» مشغول به کار است و در تمامی این عرصه‌ها نیز، نه تنها توفیقی کامل داشته، بلکه همواره موضوع بحث محافل فرهنگی بوده‌است. آثار او از همان زمان انتشار نخستین مجموعه شعرش «دفاع از گرگ‌ها» در سال ۱۹۵۷، جنجال‌برانگیز بوده‌اند. اثر بعدی این «مزاحم ملت» لقبی که با طنینی افتخارآمیز بر شخصیت او سایه انداخته این امر از یک سو آسایش بسیاری را برهم می‌زند، اما از سوی دیگر از او چهره‌ای همواره جوان را به نمایش می‌گذارد، تا جایی که «استاد غافلگیری» لقب دوم شاعر شده‌است. از همان ابتدای فعالیت ادبی، شعرهای خشمگین و سخره‌گرایانهٔ انتسنزبرگر نمونه‌ای برجسته برای شعر سیاسی و اجتماعی آلمان شدند.
«جوان خشمگین» دهه ۶۰ میلادی با مجموعه شعرها و جستارهای سیاسی و ادبی خود، چنان روح زمان خود را دریافت، که واکنش چهره‌های پرنفوذ ادبیات و فلسفهٔ المان مانند آلفرد آندرش، تئودور آدورنو، یورگن هابرماس و هانا آرنت را برانگیخت.

## جوایز
- برنده جایزه گئورگ بوشنر در سال ۱۹۶۳
- برنده جایزه فرهنگی سونینگ (جایزه نوبل دانمارک)

## کتابشناسی

### دفترهای شعر
- «دفاع از گرگ‌ها» (۱۹۵۷)
- «یک عالمه شعر قشنگ کودکانه» (۱۹۶۲)
- «موسیقی آینده» (۱۹۹۱)
- «شعرهای اخلاقی» (۱۹۹۱)
- «خط نابینایان»
- «درباره ابرها»

### رمان‌ها و داستان‌ها
- «کجا بودی روبرت؟»
- «جهنم ریاضی»
- «هامرشتاین یا خودسری» (توسط انتشارات زورکامپ)
- رمان «تابستان کوتاه آنارشی»

### مقالات
- مجموعه جستارهای «سیاست و جنایت»
- «اکسیر دانش»
- «آخ، اروپا! حقایقی از هفت سرزمین»
- «گفتگو میان نامیرایان، زندگان و مردگان» (در مرز نمایشنامه و رساله ایستاده، و با سبکی نزدیک به دیالوگ‌های فیلسوفان باستان نگاشته شده‌است)

## ترجمه‌های انتسنزبرگر به فارسی
از انتسنزبرگر در زبان فارسی سه کتاب به صورت مستقل ترجمه شده است.
- «استنطاق در هاوانا»: (نمایشنامه) با ترجمه جاهد جهانشاهی توسط انتشارات پرستش
- « در ستایش بی‌سوادی» : (چهار مقاله) با ترجمه محمود حدادی توسط نشر ماهی
- « در بهار جاودانه نسیان» : (منتخب اشعار) با ترجمهٔ اژدر انگشتری توسط انتشارات ناهید
- «تابستان کوتاه آنارشی» با ترجمهٔ مهدی مجتهدپور توسط نشر سرنا (آلمان)
- «کجا بودی روبرت» با ترجمهٔ مهدی مجتهدپور، توسط تشر سرنا (آلمان)
- «چشم‌اندازهای جنگ داخلی» با ترجمهٔ مهدی مجتهدپور، توسط نشر سرنا (آلمان)